# Макаскилл, Дэнни
Дэнни Макаскил — шотландский спортсмен занимающийся велотриалом.
По состоянию на апрель 2009 года, спортсмен ежедневно уделял тренировкам по нескольку часов в течение более 12 лет. Впоследствии он бросил свою работу механика и смог всё своё свободное время посвятить тренировкам. Сейчас он живёт в Глазго.
16 ноября 2010 Данни представил новое видео Way Back Home, спродюсированное Red Bull Media House. Видеоролик был снят в Шотландии, в том числе в таких известным местах, как: Эдинбургский замок, Норт-Берик, военные бункеры на острове Инчгарви, железнодорожный мост Форт-Бридж и гидроэлектростанция Круачан.
В 2012 году Дэнни исполнил трюки для кинофильма Срочная доставка.
Летом 2013 на YouTube был представлен видеоролик Imaginate в съёмках которого участвовал Дэнни. Режиссёру Stu Thomson потребовалось более 18 месяцев для создания видео, спродюсированного Red Bull Media House. По прошествии трёх недель видеоролик собрал более 4 млн просмотров.
В 2013 году Дэнни участвовал в съёмках видеоролика Road Bike Party 2, наряду с Мартином Эштоном и Крисом Экриггом (Chris Akrigg).
В мае 2014 спортсмен снялся в другом видеоролике Red Bull Media House под названием Epecuen, который был снят в Эпекуэне, Аргентине. Город был под водой с 1985 года, и видео начинается с монолога единственного жителя города.
В ноябре 2015 вышел видеоролик Cascadia, также спонсировавшийся Cut Media.

## Фильмография
| Дата          | Название                                              | Место                          | Примечание                                |
| ------------- | ----------------------------------------------------- | ------------------------------ | ----------------------------------------- |
| Апрель 2009   | Inspired Bicycles — Danny MacAskill April 2009        |                                |                                           |
| Июнь 2009     | Winter Hill                                           |                                |                                           |
| Сентябрь 2009 | s1jobs                                                |                                |                                           |
| Ноябрь 2010   | Way Back Home                                         | Шотландия                      |                                           |
| Август 2011   | Industrial Revolutions                                | Шотландия                      |                                           |
| Август 2011   | POC Bike Excursion                                    | Швеция                         | с Дэниэлем Дирсом и Мартином Шёдерштрёмом |
| Октябрь 2012  | Danny MacAskill Takes To The Track With Sir Chris Hoy | Глазго                         |                                           |
|               | Cortana                                               |                                |                                           |
| Июнь 2013     | Imaginate                                             | Старый музей транспорта Глазго | Более 82 млн. просмотров                  |
| Август 2013   | Danny MacAskill in Taiwan                             | Тайчжун, Тайвань               |                                           |
| Май 2014      | Epecuen                                               | Эпекуэн, Аргентина             | Более 14 млн просмотров                   |
| Июль 2014     | Danny MacAskill at the Playboy Mansion                |                                | Более 5,4 млн просмотров                  |
| Октябрь 2014  | The Ridge                                             | Cuillin, Скай                  | Более 56 млн. просмотров                  |
| Ноябрь 2015   | This is Drop and Roll                                 |                                |                                           |
| Декабрь 2015  | Cascadia                                              | Гран-Канария                   | Более 29.8 млн просмотров                 |
| Май 2016      | Aviemore Spring                                       | Aviemore                       |                                           |
| Октябрь 2016  | Wee Day Out                                           | Шотландия                      | Более 14.5 млн просмотров                 |
| Дата          | Название                                              | Место                          | Примечание                                |